# 逃亡線和躲藏線

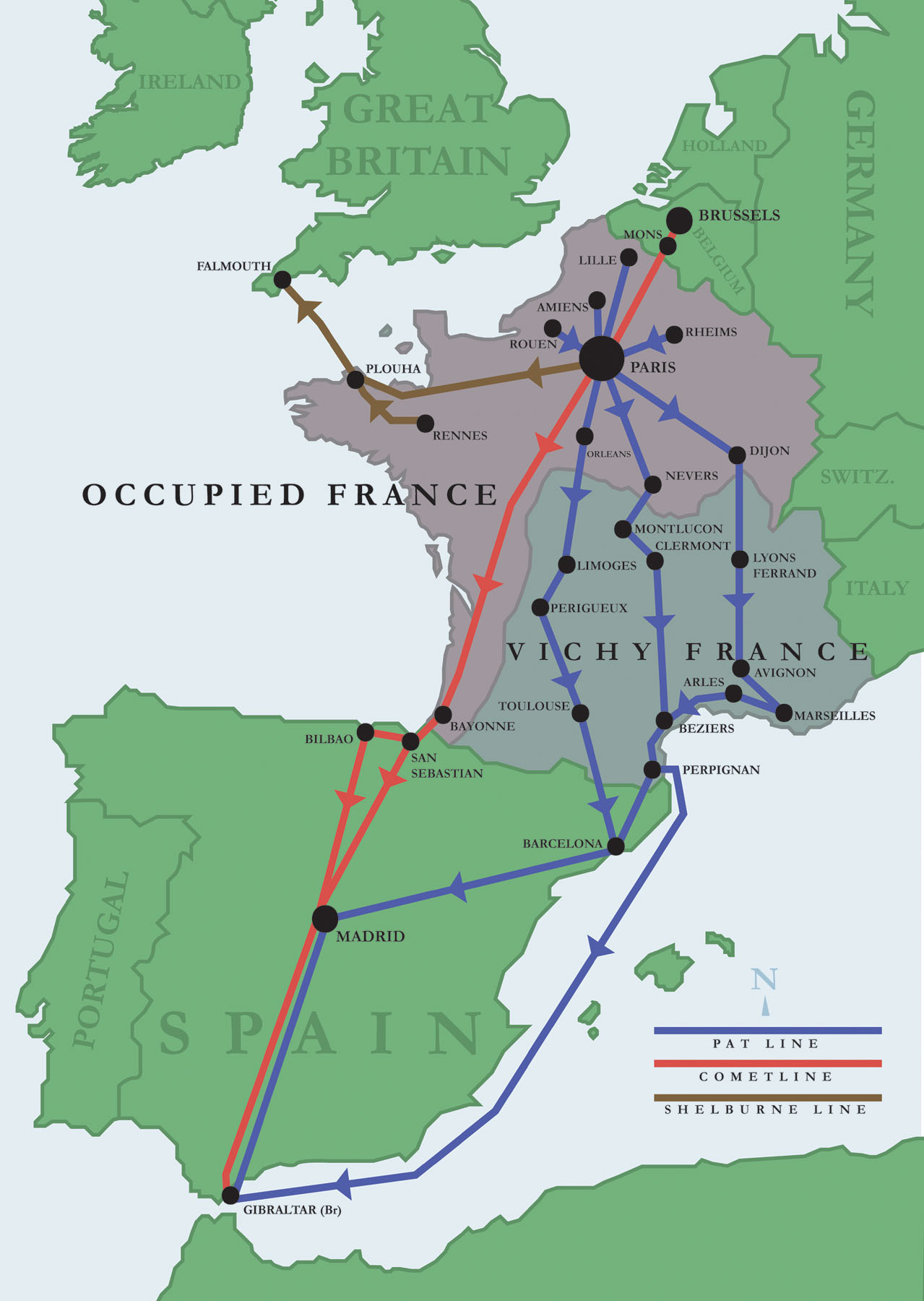
「派特」、「彗星」和「謝爾本」逃亡路線使用的、幫助盟軍飛行員逃出歐洲德國佔領區的路線圖

逃亡线和躲藏线是第二次世界大戰期間，西歐戰區的同盟國情報特工、反抗軍或志願者建立的一条逃生通道，幫助人們逃離被納粹德國佔領的歐洲國家。他们協助歐洲轴心国占领区，例如荷蘭、比利時和法國北部上空被擊落的英國和美國飛行員逃避德軍的追捕，並護送其逃往中立國的西班牙或瑞典，從那裡他們可以返回英國。這些人有時會區分成「逃亡者」（被德國人俘虜並逃脫的士兵和飛行員）和「躲藏者」（在敵方領地上試圖逃避被俘的士兵和飛行員）。大多數接受逃亡線幫助的人都是前者。
一些逃亡路線，例如「謝爾本線」或「勃艮第線」，是盟軍專門為了協助困陷在德國佔領區的士兵和飛行員而設立的。其他的例如「派特·奧萊利線」，則是盟軍軍事人員和佔領區當地居民共同努力建構的產物。還有一些逃亡線是由平民創建和營運，例如「彗星路線」、「荷蘭-巴黎線」、「EVA服務線」或「施密特-范德海登線」等等，是當地基層人士幫助人們逃離納粹的努力成果。他們不僅限於幫助軍事人員，還幫助背叛德國的間諜、抵抗者、逃避強迫勞動的人，或是想要加入倫敦流亡政府（如波蘭或捷克斯洛伐克）的平民或猶太人。
在第二次世界大戰期間，有大約7,000名飛行員和士兵（其中大部分是英國人和美國人）在西歐得到幫助躲過德國的追捕，並成功返回英國。許多逃亡路線的全部或部份是由英國的軍情九處（MI9）和其他盟軍組織資助。「參與建立或營運逃亡路線網路可以說是被佔領的歐洲最危險的抵抗運動工作形式.....而其中最危險的工作主要由年輕女性完成，當中有許多人甚至還只有十幾歲，她們護送軍人穿越數百英里的敵方領土，直到抵達西班牙。」

## 概述
维护逃亡線和躲藏線是勞力密集的工作。通常狀況下，被擊落的盟軍飛行員在被志願者網絡發現後，志願者會提供其提供食物、衣服、發放偽造身份證件，並藏在閣樓、地窖或人們的家中。隨後，飛行員在嚮導（也是志願者）的陪同下前往中立國。最常見的陸線是經比利時和法國北部前往西班牙。穿越被佔領的法國時主要是乘坐火車，然後在當地嚮導的帶領下徒步穿越庇里牛斯山脈進入西班牙（通常需要付費）。抵達西班牙後，飛行員在英國外交官的協助下前往直布羅陀，然後搭機返回英國。另一條路線是從布列塔尼半島海岸搭乘小船，然後偷渡前往英格蘭。
戰爭後期，特別是1944年6月6日的諾曼第登陸之後，大多數的逃亡或躲藏路線轉向將飛行員安置在原地或森林的秘密營地中，以等待盟軍的到來，而不是幫助飛行員穿越被佔領的歐洲。由英國軍情九處策畫的馬拉松行動就建設並利用了森林營地。
戰爭期間，約有2,000名盟軍士兵（其中大部份是英國人）以及在西歐被擊落或迫降的2,000名英國和3,000名美國飛行員，成功躲避了德國的逮捕或逃離德國戰俘營的監禁。前者大半是在1940年6月敦克爾克大撤退後被英軍留在法國（落單脫隊或是因為受傷無法行動等因素而被留下），後者則是1942年至1944 年，隨著歐洲上空空戰的加劇在戰鬥中被德軍擊落而落難。這些困陷敵境的盟軍士兵或是被擊落的飛行員，都得到了許多不同的逃生路線的庇護或護送，其中一些是大型而且有組織的，另外有一些則是非正式的和短暫的。英國皇家空軍逃生協會估計，戰爭期間有14,000名志願者在許多逃亡和躲藏路線上工作。還有許多人偶爾提供幫助，在戰爭期間一次或多次幫助被擊落的飛行員的總人數可能有多達10萬人。半數的志願者是女性，而且是年輕女性甚至是未滿20歲的青少年。幾條最重要的逃亡路線都是由女性主導的。
逃亡路線助手的工作非常危險，由於大量援助者分散在大片地區，德國人相對容易滲透到逃亡路線。除了國防軍軍情局的秘密野戰警察（GFP，德國國防軍便衣憲兵）之外，帝國安全總局（SD）的安全警察或蓋世太保也是千方百計進行滲透，然後伺機發動大規模的逮捕。數千名幫助者被捕，並有至少500多人死於集中營或被處決。由於德國人的逮捕，逃亡路線領導人的損失比起其他敵後抵抗運動要高得多。1943年3月，只有一位61歲的婦女瑪麗-路易絲·迪薩德仍然可以自由地重新開設派特·奧萊利線。1944年3月，規模最大、最著名的彗星路線上，十幾名領導人中只剩3人還活著而且沒有被捕入獄。
最初，逃亡或躲藏路線的建立及營運資金由被佔領國家的個人自籌。隨後，兩個英國秘密組織－主要是軍情九處以及特別行動執行處（SOE）的D部門（解碼）和F部門（駐法情報網）資助了大型逃亡路線，而美國戰爭部的秘密組織MIS-X則幫助戰俘（POW）從德國戰俘營逃脫（例如提供夾藏在撲克牌或隱藏在桌上遊戲地產大亨裡的逃亡與躲藏用地圖）。
參與逃亡和躲藏路線工作的成員通常手無寸鐵，也不參與對德國佔領的暴力抵抗。例如彗星路線的座右銘是“Pugna Quin Percutias”，亦即「不使用武器的戰鬥」。為了維持嚴密的安全性，逃亡或躲藏路線工作人員通常都避免與武裝抵抗組織接觸。

## 逃亡者與躲藏者
法國、比利時、荷蘭和丹麥都有組織逃亡和躲藏路線。在西歐被擊落或迫降後逃避逮捕的飛行員人數僅佔陣亡或被俘人數的一小部份。例如，大約有22,000名英國和美國飛行員在法國被擊落時陣亡或被俘，但根據記錄，只有3,000人逃脫了德國人的逮捕。此外，由於西班牙邊境靠近法國以及通往英國的海上航道較短，在法國逃避逮捕的飛行員比例高於其他國家。而在德國，幾乎所有在當地被擊落的飛行員，最後下場都是被殺或被俘，只有相當少數的一些人成功從戰俘營逃脫，並透過逃亡線幫助避免再次被俘虜。在東歐地區，也有一些鮮為人知的逃亡路線在營運，主要是幫助波蘭或捷克士兵經由波羅的海或義大利到達盟軍戰線，或是幫助猶太人經由巴爾幹半島逃離歐洲。

## 逃亡路線
除了下面列出的逃亡路線外，還有許多都是短暫的、家族經營的路線，沒有被歷史所關注。其中一個受到一些關注的小線路是亞眠附近的巴爾菲線（Balfe Line），該路線由一對夫妻和他們的2個十幾歲的兒子一起經營。他們在墓地員工的配合下，將逃亡的飛行員藏匿在第一次世界大戰公墓的墓地看守人小屋裡。除此之外還存在許多其他類似性質的小型逃亡路線。
- 比利時抵抗運動（英语：Belgian National Movement）
- 波爾多-盧皮亞克逃生網路
- 勃艮地線
- 喬尼線
- 彗星路線
- 丹麥逃亡線
- 荷蘭-巴黎線（英语：Dutch-Paris line）
- 霍納特-迪里克斯組織
- 奧爾努瓦-勒布爾線
- 法蘭索瓦線
- 弗蘭索瓦絲線（英语：Marie-Louise Dissard）
- 瑪莉·克萊兒線（英语：Mary Lindell）
- 瑪莉-奧迪爾線
- 橡樹線（英语：Shelburne Escape Line#The Oaktree Line）
- 馬拉松行動（英语：Operation Marathon (World War II)）
- 飛馬行動（英语：Operation Pegasus）
- 謝伍德行動
- 派特·奧萊利線（英语：Pat O'Leary Line）（又稱「派特線」、「奧萊利線」或「PAO線」）
- 波索姆/我可以線（Possum Line，possum即拉丁文的「我可以」（I can））
- EVA服務
- 施密特-范德海登線
- 謝爾本線（英语：Shelburne Escape Line）
- VAR線
- 維克線

## 相關著名人物
- 卡塔琳·阿吉雷，巴斯克人，彗星路線
- 羅伯特·艾爾，法國人，彗星路線
- 伊莉莎白·巴比爾，法國人，彗星路線及橡樹線
- 安德莉·波雷爾，法國人，派特線，SOE特工
- 弗拉達米爾·鮑里斯金，美國人，橡樹線
- 喬治·布魯辛，法國人，勃艮地線
- 讓-克洛德·卡莫斯，法國人，波爾多-盧皮亞克線
- 唐納·卡斯奇，英國人，派特線
- 派特‧切拉米，英國人，派特線
- 哈羅德·科爾，英國人，派特線，德國滲透特工
- 麥可‧克雷斯威爾，英國駐西班牙外交官
- 維吉尼亞·黛爾伯特-蕾克，美國人，彗星路線、馬拉松行動（英语：Operation Marathon）
- 瑪德琳·達莫門特，法國人，派特線，SOE特工
- 唐納·達林，英國人，英國MI6與MI9特工
- 莫妮克·德比西，比利時人，彗星路線
- 愛爾薇兒·德格里夫，比利時人，彗星路線
- 費爾南德·德格里夫，比利時人，彗星路線
- 菲特烈·德格里夫，比利時人，彗星路線
- 珍妮·德格里夫，比利時人，彗星路線
- 安德莉·德容，比利時人，彗星路線
- 菲特烈·德容，比利時人，彗星路線
- 艾爾文·德曼，法國人，VAR線
- 阿諾德·德培，比利時人，彗星路線
- 亞奎斯·德蘇布里，德國滲透特工
- 瑪麗-路易絲·迪薩德，法國人，派特線、弗蘭索瓦絲線
- 盧西安·杜邁斯，加拿大，謝爾本線
- 安德莉·杜蒙，比利時人，彗星路線
- 蜜雪兒·杜蒙，比利時人，彗星路線
- 安東尼·德烏塞爾，比利時人，彗星路線
- 伊恩·加羅，蘇格蘭人，派特線
- 維克多·格里遜，英國人，維克線，SOE特工
- 何塞普·羅維拉·卡納爾斯，加泰隆尼亞人，維克線，馬丁組織[23][24]
- 佛羅倫提諾·格伊克切亞，巴斯克人，彗星路線
- 讓·格瑞德爾男爵，比利時人，彗星路線
- 艾爾伯特·格里斯，比利時人，派特線
- 伊莉莎白·佛斯/伊莉莎白·哈登-格斯特，德裔英國人，派特線
- 維吉尼亞·哈爾，美國人，派特線，SOE/OSS特工
- 蘇珊娜·希爾特曼-索羅米亞克，荷蘭人，荷蘭-巴黎線
- 保羅·霍納特，比利時人，霍納特-迪里克斯組織
- 雷蒙．亞諾特及凱薩琳·亞諾特，法國人，彗星路線
- 艾爾伯特·愛德華·強森，英國人，彗星路線
- 赫曼·拉斯曼，荷蘭人，荷蘭-巴黎線
- 詹姆斯·蘭利，英國人，MI9特工
- 亞奎斯·勒格瑞爾，比利時人，彗星路線
- 羅傑·勒聶伍，法國人，德國滲透特工
- 瑪莉·林德爾，英國人，瑪莉·克萊兒線
- 愛爾西·馬里夏爾，英國人，彗星路線
- 埃爾維·莫雷爾，法國人，彗星路線
- 艾雷·尼夫，英國人，MI9特工
- 讓-法蘭索瓦·諾騰，比利時人，彗星路線
- 路易·努沃，法國人，派特線
- 安德列·佩爾，法國人，VAR線
- 埃德加·波提爾，比利時人，波索姆線
- 喬治·羅德卡納屈，英國人，派特線
- 亞曼達·斯塔薩特，比利時人，彗星路線
- 崔克絲·特文特，荷蘭人，MI9特工
- 弗蘭索瓦絲·烏桑迪薩加，巴斯克人，彗星路線
- 佩姬·范·萊爾，比利時人，彗星路線
- 威廉·維瑟特·霍夫特，荷蘭人，荷蘭-巴黎線
- 南西·威克，澳洲人，派特線，SOE特工
- 加柏麗·魏德納，荷蘭人，荷蘭-巴黎線
- 約亨·海德里克·魏德納，荷蘭人，荷蘭-巴黎線
- 蘇珊娜·瓦倫罕，法國人，派特線
- 蘇珊娜·維特克，比利時人，彗星路線
- 艾德蒙·「摩恩」·柴特，比利時人，荷蘭-巴黎線